# كارمين كوردوفا
كارمين كوردوفا (بالإسبانية: Carmen Córdova)‏ هي مهندسة معمارية أرجنتينية، ولدت في 1929 في بوينس آيرس في الأرجنتين، وتوفي بنفس المكان في 2011.